# Velimir Ilić
Velimir „Velja” Ilić, cyr. Велимир „Веља” Илић (ur. 28 maja 1951 w Čačaku) – serbski polityk, przewodniczący partii Nowa Serbia, minister i parlamentarzysta.

## Życiorys
W 1976 ukończył studia na Wydziale Technologii Hutniczych Uniwersytetu w Belgradzie. W 2005 uzyskał magisterium na Wydziale Technologii w Čačaku (zamiejscowym wydziale Uniwersytetu w Kragujevacu). Pracował w przedsiębiorstwach budowlanych, w drugiej połowie lat 90. zaczął prowadzić własną działalność gospodarczą.
Od 1990 działał w Serbskim Ruchu Odnowy, od 1993 wybierany do Zgromadzenia Narodowego. W 1996 i w 2000 wygrywał wybory na urząd burmistrza Čačaku. W 1997 opuścił dotychczasowe ugrupowanie, organizował partię „Srbija zajedno”, a w 1998 powołał kolejne ugrupowanie – Nowa Serbia, którego został przewodniczącym. W 1999 w trakcie natowskich nalotów oskarżony przez władze o działania antypaństwowe, z tego powodu ukrywał się przez około 40 dni.
Velimir Ilić wprowadził Nową Serbię do Demokratycznej Opozycji Serbii. Odegrał istotną rolę w trakcie rewolucji, która w 2000 doprowadziła do odwołania Slobodana Miloševicia i uznania przez władze wyborczego zwycięstwa Vojislava Koštunicy. 5 października 2000 zorganizował konwój samochodów, autobusów i ciężarówek z Čačaku, który poprowadził do Belgradu, pokonując policyjne blokady. W stolicy stanął na czele protestujących, którzy zajęli budynek parlamentu.
Velimir Ilić wielokrotnie wywoływał kontrowersje i skandale swoimi wypowiedziami i zachowaniem wobec dziennikarzy, a także politycznych konkurentów. W 2001 dziennikarza pisma „Večernje novosti” określił mianem nastoletniego narkomana, a redaktora naczelnego tej gazety nazwał hańbą serbskiego dziennikarstwa. W tym samym roku, reagując na artykuł dotyczący jego biznesowych kontrahentów, stwierdził, że gdyby naprawdę chciał pobić autora artykułu, ten nie miałby już żadnego zęba. Również w 2001 w trakcie wywiadu zwyzywał prowadzącą rozmowę Olję Bećković, w 2002 atakował dziennikarzy TV Čačak, a rok później przed kamerami kopnął prowadzącego program w stacji TV Apolo.
W 2003 kandydował w wyborach prezydenckich, otrzymując około 9% głosów. Zawiązywał w imieniu NS koalicje wyborcze z Serbskim Ruchem Odnowy (2003), następnie Demokratyczną Partią Serbii (2007, 2008) i Serbską Partią Postępową (2012, 2014, 2016). Od marca 2004 do lipca 2008 był ministrem transportu w dwóch rządach Vojislava Koštunicy. Następnie pełnił funkcję przewodniczącego klubu poselskiego swojego ugrupowania. W lipcu 2012 stanął na czele resortu mieszkalnictwa i budownictwa. W kwietniu 2014 w nowo powołanym rządzie został ministrem bez teki ds. sytuacji nadzwyczajnych. Pełnił tę funkcję do sierpnia 2016.